# 博尔盖托-圣斯皮里托
博尔盖托-圣斯皮里托（義大利語：Borghetto Santo Spirito），是意大利利古里亚大区萨沃纳省的一个市镇。总面积5.34平方公里，人口5300人，人口密度992.5人/平方公里（2009年）。ISTAT代码为009012。